# Dark Entries
«Dark Entries» es el segundo disco sencillo de la banda inglesa de rock gótico Bauhaus, publicado en el Reino Unido en 1980, sólo en disco de vinilo de 7 pulgadas.
Una primera versión de este tema había aparecido en su sencillo debut, Bela Lugosi's Dead, de poco más de un minuto de duración, apenas unos cinco meses antes, pero esta versión epónima fue la definitiva.
Es un tema aún con fuerte influencia del punk, corriente a la vera de la cual surgió la banda. Se publicó tres veces, dos en el sello 4AD y la otra como su primer material bajo el sello Beggars Banquet Records; nunca apareció en CD.

## Listado de canciones
| Lado A |                |          |  |
| N.º    | Título         | Duración |  |
| 1.     | «Dark Entries» | 3:51     |  |

| Lado B |                                                |          |  |
| N.º    | Título                                         | Duración |  |
| 1.     | «Untitled» (así es como aparece; “sin título”) | 1:24     |  |